# Tinkus Cochabamba
Tinkus Cochabamba es una fraternidad folclórica y cultural con sede en Cochabamba - Bolivia. Dedicada a practicar la danza Norte Potosína de Bolivia, el tinku.

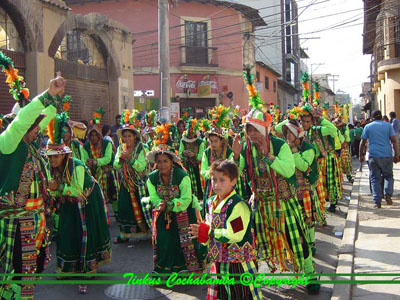

La fraternidad fue fundada el 14 de septiembre de 1984 impulsada por Don Eduardo Rocha y con cantera en el Centro Juvenil Loreto-Cochabamba-Bolivia. Desde entonces la fraternidad ha venido participando en numerosas entradas y demostraciones en diversos departamentos de Bolivia, así como en provincias y secciones de Cochabamba, también está dedicada a difundir el folclore boliviano fuera de nuestras fronteras.
Esta institución es la primera y más antigua en su ritmo en Cercado-Cochabamba destacándose en los años recorridos por su constancia y empeño, abriéndose así la inclinación por este baile a otros grupos juveniles.
Además de estar afiliada desde su fundación a la Asociación de Fraternidades Folclóricas Virgen de Urkupiña , una de las instituciones más grandes del folclore en Bolivia.
Hoy en día esta fraternidad está compuesta por unos 80 miembros entre fraternos antiguos y nuevos, y se caracteriza por algunos elementos propios y tradicionales utilizados, como por ejemplo: la yunta y el arado, el color verde limón de los trajes, característica que no ha cambiado en todos los años de participación así como el esfuerzo constante de mantener la esencia y tradición Norte Potosina, sin dejarse llevar por el modernismo ni la desvirtuación y exageración en los trajes como en los pasos.
Al hablar de singularidad se hace referencia a los trajes que están diseñados bajo un único patrón que es la cultura Norte Potosina, para explicarnos mejor los diseños y bordados son estrictamente basados en su simbología, Ej.: el cóndor, la llama, hojas de coca, espirales, el sol, las estrellas, etc. Todas estas con su propio significado en lo que se refiere a esta cultura.